# Saltipedis navassensis
Saltipedis navassensis is een naaldkreeftjessoort uit de familie van de Parapseudidae. De wetenschappelijke naam van de soort is voor het eerst geldig gepubliceerd in 2001 door Hansknecht, Heard & Martin.